# Liburna

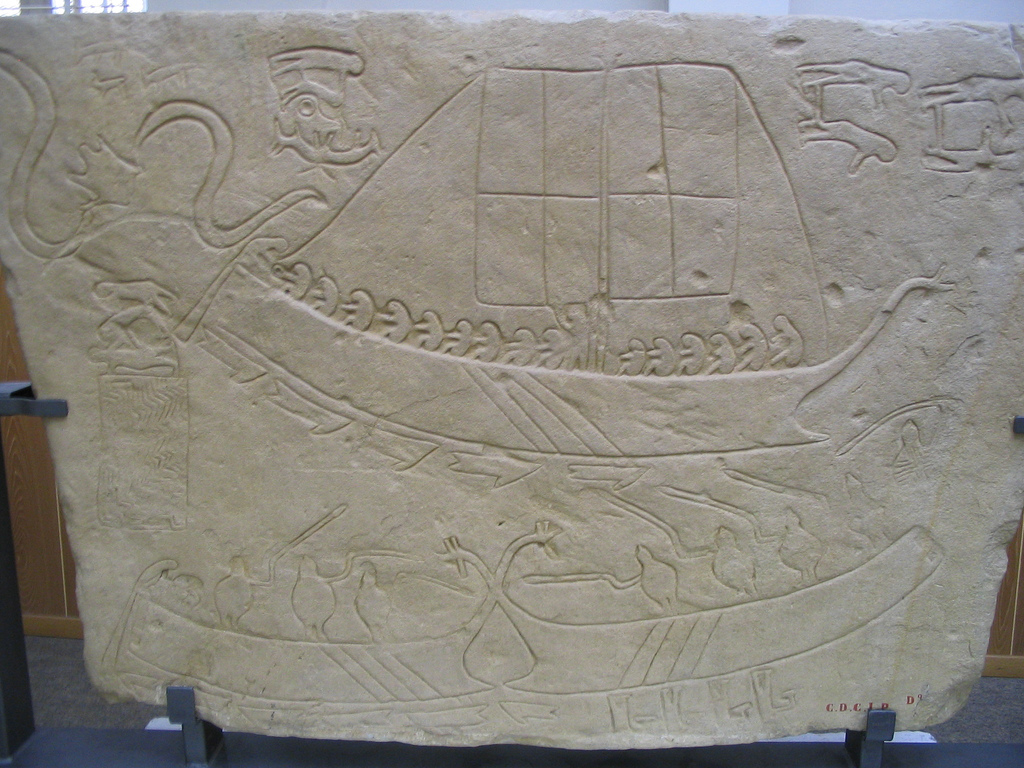
Representação datada do século V ou duma batalha, possivelmente imaginária, entre Liburnianos (da Libúrnia) e Picenos

A liburna ou liburniana era um tipo de pequena galé usada na Antiguidade e Alta Idade Média para patrulhamento e raides, particularmente pela marinha romana. O nome está associado à origem da embarcação, a qual foi inspirada nas que eram usadas por piratas da Libúrnia, uma parte da Ilíria, no mar Adriático.
Era um navio ligeiro, com uma fila de remos, um mastro com uma vela e com a proa retorcida. Debaixo da proa tinha um rostro (aríete) para atacar os navios inimigos por baixo de água. Na sua forma original, a liburna era similar ao penteconter e tinha um banco com 25 remadores em cada lado. No final da República Romana era equipado com dois bancos de remadores (birreme), mas continuava a ser mais rápido, ágil e ligeiro do que os trirremes. O modelo da liburna foi adotado pelos Romanos e tornou-se uma parte essencial da marinha da Roma Antiga, possivelmente por intermédio da marinha macedónia na segunda metade do século I a.C. As liburnas tiveram um papel fundamental na batalha de Áccio, na Grécia, que foi importante para o estabelecimento de Augusto como líder incontestado do mundo romano.
As liburnas eram diferentes dos trirremes, quadrirremes e pentarremes de guerra não apenas por causa do número e disposição dos remos, mas principalmente devido às suas características específicas de construção. As medidas típicas eram 33 metros de comprimento, 5 m de largura e 0,9 m de calado. Tinham 18 remos em cada lado, distribuídos em duas filas. Podia alcançar 14 nós (26 km/h) quando navegava à vela e 7 nós quando era impulsionada a remos.

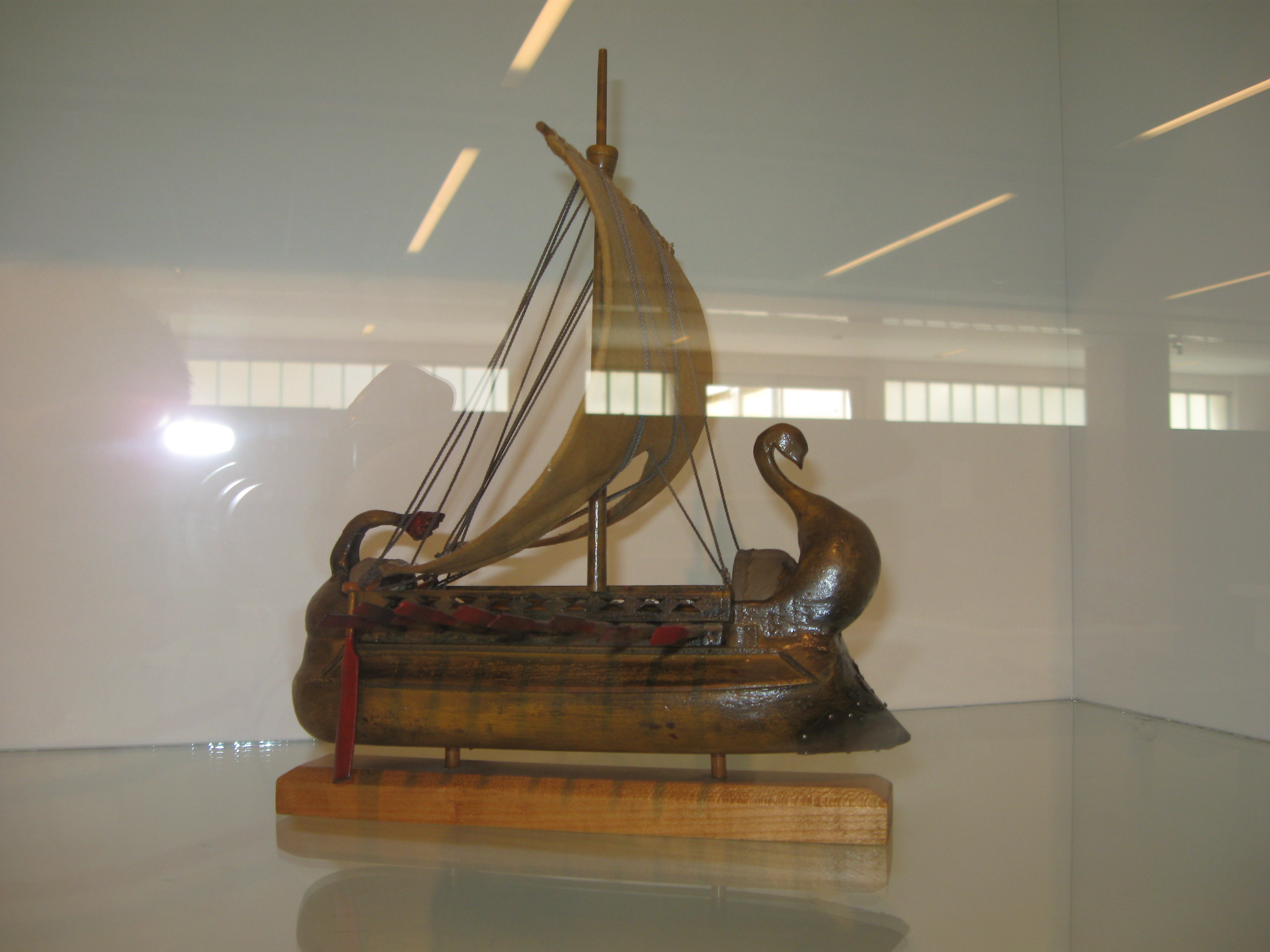
Maqueta duma liburna no Museu Arqueológico de Zadar, Croácia

Quando usada como navio mercante, a liburna podia transportar um passageiro, como é relatado pelo personagem Licínio dum diálogo do século II d.C. tradicionalmente atribuído a Luciano de Samósata: «Eu tinha um barco rápido preparado, o tipo de birreme usado sobretudo pelos Libúrnios do golfo da Jónia.»[carece de fontes?]
Quando os Romanos adotaram o navio liburniano procederam a algumas alterações para o tornar mais apto ao uso da marinha. Os benefícios ganhos com a adição de aríetes e das proteções contra projéteis compensou largamente a ligeira perda de velocidade. As liburnas mais pequenas, de vinte remadores, eram usadas em missões de reconhecimento e eram camufladas pintando-as de verde marinho.
Além de terem que ser construídas, as liburnas requereram uma simplificação nas unidades militares regulares romanas para que a frota fosse eficiente; cada navio operava individualmente, pois a organização mais complicada normalmente usada não era necessária. Na marinha de guerra existiram provavelmente vários tipos de liburnas, com diversos tamanhos, todos usados em missões específicas como vigiar e patrulhar os mares romanos contra a pirataria.
Os Romanos usaram a liburna principalmente nas províncias do império, onde os navio desse tipo formavam o grosso das frotas. Nas armadas de Ravena e de Miseno, em cujas tripulações serviam muitos Ilírios, sobretudo Dálmatas, Libúrnios e Panónios, estavam presentes em menor número.
Com o passar do tempo, o termo "liburna" gradualmente passou a ser a designação genérica de diversos tipos de navios romanos, aplicada também a navios de carga do final da Antiguidade. Tácito e Suetónio usaram o termo como sinónimo de navio de guerra. Em algumas inscrições a liburna é mencionada como a última das classes de navios de guerra: hexarreme, pentarreme, quadrirreme, trirreme e liburna.